# Baumgarten am Wagram
Baumgarten am Wagram ist ein kleiner, im südwestlichen Weinviertel gelegener Ort nördlich des Wagram. Die Ortschaft ist weithin durch seinen Weinbau und den damit verbundenen Heurigen bekannt. Das Dorf ist zugleich Katastralgemeinde der Marktgemeinde Großweikersdorf sowie Filiale der Pfarre Großweikersdorf und gehört zum Bezirk Tulln in Niederösterreich. Die Ortschaft hat 202 Einwohner (Stand 1. Jänner 2024). Bis Ende 1967 war Baumgarten am Wagram eine eigenständige Gemeinde.

## Geschichte
Wertvolle Fundstücke deuten schon auf eine Besiedelung bis in die jüngere Altsteinzeit hin. Ob die Region dauerhaft besiedelt war, ist unklar. In der Römerzeit waren hier verschiedene Germanenstämme ansässig.
Um 400 n. Chr. siedelten die Markomannen in der Gegend. Etwa um 600 n. Chr. erfolgte eine Invasion der Awaren. Sicher ist, dass zur Awarenzeit einfache Bauern sich hier niedergelassen hatten, und einfachen Ackerbau betrieben. Mit den Awarenfeldzügen von Karl dem Großen wurde das Land in das Frankenreich eingegliedert. Um 1050 fiel die Siedlung in den Herrschaftsbereich der Babenberger, die den Grundstein für das heutige Österreich legten. Zum ersten Mal wurde Baumgarten am Wagram als „Poungarten“ in einer Urkunde aus dem Jahre 1316 genannt. Diese Urkunde ist im Landesarchiv NÖ in St. Pölten einsehbar. Im Laufe des Mittelalters siedelten sich auch einige Gewerbe in Baumgarten an.
1763 folgte die Errichtung der Dorfkapelle, welche der Maria (Mutter Jesu) geweiht ist. In dieser Zeit wurden 275 Einwohner gezählt.
Ab der Neuzeit bis zur Revolution 1848 gehörte Baumgarten am Wagram der Herrschaft Grafenegg an. Im Jahr 1822 wurde der Ort als Dorf mit 44 Häusern genannt, das nach Großweikersdorf eingepfarrt war, wohin auch die Kinder eingeschult wurden. Die Herrschaft Grafenegg besaß die Ortsobrigkeit, übte die Landgerichtsbarkeit aus und besorgte die Konskription. Die Untertanen und Grundholde des Ortes gehörten den Herrschaften Grafenegg, Winklberg sowie der Pfarre Weikersdorf.  Der Ort wurde, wie die ganze Umgebung, durch den Dreißigjährigen Krieg und den napoleonischen Krieg schwer in Mitleidenschaft gezogen. Nach 1848 war Baumgarten am Wagram Teil der Marktgemeinde Großweikersdorf, konnte aber 1891 eine eigene Gemeinde werden. 1850 waren 250 Einwohner ansässig. 1909 wurde sogar eine eigene Volksschule geschaffen. Nach dem Ersten Weltkrieg sank die Anzahl der Einwohner auf 235.
1931 erfolgte die Gründung der Freiwilligen Feuerwehr Baumgarten, welche bis heute besteht. Im Zuge des Zweiten Weltkriegs fielen 12 Dorfangehörige. 1965 wurde die Volksschule der Ortschaft geschlossen.
Mit 1. Jänner 1968 wurden im Zuge der Niederösterreichischen Kommunalstrukturverbesserung die bis dahin selbständigen Gemeinden Ameisthal und Baumgarten am Wagram nach Großweikersdorf eingemeindet.
Das Kriegerdenkmal, zu Ehren der in den Weltkriegen Gefallenen, wurde 1968 errichtet. Infolge starker Abwanderung sank die Einwohnerzahl bis 1967 auf 142 Einwohner. Seit 1971 steigt die Einwohnerzahl wieder leicht. 1996 wurde das Kaufhaus Hummer geschlossen. 2008 konnten 184 Einwohner gezählt werden, welche in 90 Häusern wohnen.
Neue kulturelle Impulse brachte die Gründung des Clubs Baumgarten (Ortsfeste, Ortsverschönerung) 1996, die Renovierung der Ortskapelle 2008 und die Errichtung eines Jugendtreffs.

## Wirtschaft
Im Jahr 2009 gab es im Ort neun landwirtschaftliche und drei nichtlandwirtschaftliche Betriebe.

## Sehenswürdigkeiten
- Der Gutshof der Familie List
- Das Kriegerdenkmal
- Die Dorfkapelle

## Persönlichkeiten
- Franz List (1856–1920), Landwirt, Politiker und Abgeordneter zum Landtag